# Buste Salvator Mundi

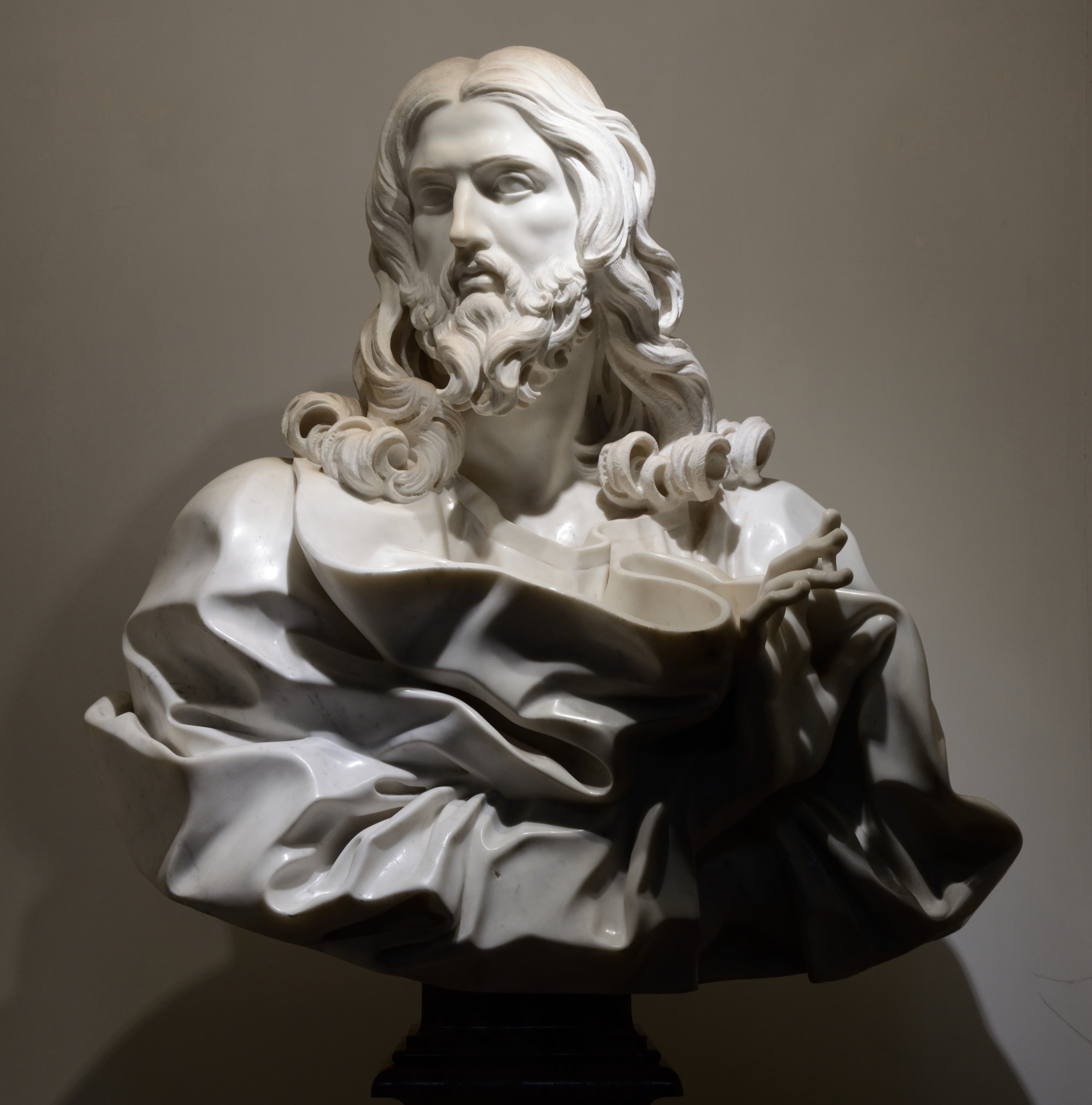
Buste de Jésus-Christ Salvator Mundi par Gianlorenzo Bernini

Le Buste Salvator Mundi (Buste du Sauveur) est la dernière sculpture réalisée par l'artiste baroque Gian Lorenzo Bernini, dit Le Bernin, en 1679, lorsqu'il avait 80 ans. Comme formulé dans son testament, la sculpture est léguée à la reine Christine de Suède, son amie et mécène,. Considérée perdue et « redécouverte » en 2001 par l'historien de l'art Francesco Petrucci, l'œuvre est actuellement conservée dans la Basilique Saint-Sébastien-hors-les-Murs à Rome.  
L'historien de l'art Tomaso Montanari pense que cette version n'est pas celle du Bernin, voyant plutôt la version du Chrysler Museum de Norfolk, aux États-Unis, comme étant l'originale.